# El Senyor dels Anells: El retorn del rei
El Senyor dels Anells: El retorn del rei (títol original en anglès The Lord of the Rings: The Return of the King) és una pel·lícula de 2003 dirigida per Peter Jackson, basada en el segon i tercer llibre de J. R. R. Tolkien El Senyor dels Anells i la pel·lícula que conclou la trilogia, després de El Senyor dels Anells: La Germandat de l'Anell (2001) i El Senyor dels Anells: Les dues torres (2002).
Mentre Sàuron llança les fases finals de la seva conquesta de la Terra Mitjana, Gàndalf, i Théoden, Rei de Ròhan, reuneixen les seves forces per defensar la capital de Góndor, Minas Tirith, de l'amenaça. Àragorn finalment reclama el tron de Góndor i fa venir un exèrcit de fantasmes per ajudar-lo a derrotar Sàuron. Al final, en plena intensitat de la batalla, s'adonen que no poden vèncer; així queda en mans dels hòbbits Frodo i Sam, que s'encaren amb la càrrega de l'Anell i la traïció de Gòl·lum, i finalment arriben a Mórdor, per destruir l'Anell Únic a la Mont del Fat.
Estrenada el 17 de desembre de 2003, es va doblar al català i es va projectar en dotze sales de Catalunya i a una de Mallorca. El Senyor dels Anells: El retorn del rei es va convertir en un dels èxits de recaptació més gran de tots el temps. A l'edició 76 de l'Acadèmia de les Arts i les Ciències Cinematogràfiques va guanyar els onze Oscars amb què havia estat nominada; només Titanic i Ben Hur han aconseguit aquesta proesa. Va guanyar l'Oscar a la millor fotografia, l'únic aconseguit per una pel·lícula de fantasia. És la segona pel·lícula que més ha recaptat de tota la història del cinema, també darrere de Titanic, aconseguint en total 1.120 milions de dòlars a escala mundial. L'Edició Estesa Especial, que contenia 52 minuts addicionals de gravació, es va llançar en DVD el 14 de desembre de 2004.

## Argument
La pel·lícula comença amb una retrospectiva de com Sméagol, abans de la seva degeneració i canvi de nom a 'Gòl·lum', li pren l'Anell Únic a Frodo i Sam a Minas Mórgul. Àragorn, Légolas, Guimli, Gàndalf, Théoden i Éomer es troben amb Merry, Pippin i Barbarbrat a Ísengard, ara sota el control dels ents, i Gàndalf dedueix que Sàruman no suposarà cap amenaça. També recobren el palantir. La curiositat de Pippin fa que miri a dins. La visió d'un arbre blanc mort en un pati de pedra que crema alerta Gàndalf que Sàuron està planejant atacar Minas Tirith, i se'n va cap allà amb Pippin. A Rivendell, anant cap a les Terres Imperibles, Arwen té una visió del seu fill per Àragorn i convenç Élrond per reforjar Nàrsil, l'espasa que va tallar l'Anell del dit de Sàuron feia molt de temps. Llavors abandona el regal de la immortalitat per estar amb Àragorn; el seu destí ara depèn del resultat de la guerra.
Gàndalf i Pippin arriben a Minas Tirith per trobar el conseller Dénethor plorant damunt de Bóromir, el seu fill, i Pippin li jura lleialtat en recompensa pel sacrifici de Bóromir. Mentrestant, el Rei bruixot d'Àngmar envia el seu immens exèrcit d'orcs des de Minas Mórgul, anunciant el començament de la guerra, mentre Frodo, Sam, i Gòl·lum comencen a pujar les escales que hi ha a prop per entara la Terra morta de Mordor.
L'exèrcit Mórgul expulsa els gondorians d'Osguíliath, antiga capital del regne en temps d'Isildur, i Fàramir és forçat a fer una carrera per recuperar la ciutat. Prop de Minas Mórgul, Gòl·lum convenç Frodo d'enviar Sam a casa en la creença que voldrà l'Anell. A instàncies de Gàndalf, Pippin encén el primer dels fars a Édoras, alertant Théoden i la resta del ròhirrim, demanant que corrin a Puigdelara a preparar-se per la guerra. Mentre es prepara per a la batalla a Puigdelara, Àragorn troba Élrond, que presenta el futur rei amb l'espasa Andúril novament reforjada. Àragorn, llavors, es posa en camí amb Légolas i Guimli per desafiar el Camins dels Morts, buscant l'ajuda dels maleïts Homes morts de Puigdelara capturant els vaixells dels Corsaris d'Úmbar (Sàuron estava planejant utilitzar els corsaris per llançar un atac per sorpresa a Minas Tirith mentre els defensors estaven entretinguts amb els orcs). Théoden surt cavalcant amb sis mil genets, inconscient que Éowyn i Merry també formen part d'aquest exèrcit.
Les forces Mórgul, compostes principalment d'orcs i trolls i màquines de setge, comencen el setge de Minas Tirith, i llencen molts projectils, mentre el Rei bruixot i altres nazgûl en les seves bèsties alades també ataquen, destruint armes dels assetjats i sembrant el terror entre els defensors. L'exèrcit Mórgul entra a la ciutat utilitzant un ariet gegant anomenat Grond. Mentrestant Gòl·lum lliura Frodo a la gran aranya Aranyerra, però Sam torna per lluitar-hi. Sam creu que Frodo és mort i li agafa l'anell, però quan els orcs de la torre de Cirith Úngol agafen Frodo, Sam sent que encara és viu. A Minas Tirith, Dénethor s'ha tornat boig i prepara una pira funerària per a ell i per a Fàramir, que està inconscient i creu que mort.
Gàndalf i Pippin arriben a l'escena i se'n surten per salvar Fàramir, però malgrat els esforços de Gàndalf, Dénethor mor. Els ròhirrim arriben i carreguen contra els orcs, però el Rei bruixot respon amb un contraatac, intentant derrotar els ròhirrim amb les forces de Hàrad, incloent-hi els immensos mûmakil. El Rei bruixot cau sobre Théoden, ferint-lo fatalment. Àragorn finalment arriba amb els immortals en els vaixells capturats i es posen a aniquilar orcs, mûmakils i haradrims (soldats aliats de Sàuron provinents del desert de Harad), mentre Éowyn i Merry maten el Rei bruixot. Théoden mor de les seves ferides, i Àragorn manté el jurament de l'Exèrcit dels Morts, alliberant-los per fi de la seva maledicció.
Sam salva Frodo de Círith Úngol, que ha quedat buit després de la lluita entre dues faccions de la guarnició orc de la Torre per la camisa de mithril, un preat metall que val la Comarca sencera, i comencen la llarga caminada a través de Mórdor cap al Mont del Fat. Gàndalf s'adona que hi ha deu mil orcs entre Círith Úngol i el Mont del Fat, que impedirien a Frodo arribar a la seva destinació. Àragorn proposa que dirigeixin els soldats restants a la Porta Negra per apartar els orcs del camí de Frodo. Sam condueix Frodo fins al Mont del Fat, però Gòl·lum arriba i els ataca, com a la Batalla del Morannon. A l'Oròdruin, Frodo, en comptes de deixar caure l'anell a la lava, sucumbeix al seu poder i se'l posa, desapareixent de la vista (l'acte alerta Sàuron, i envia els Nazgûl cap al Mont del Fat. Gòl·lum deixa inconscient Sam, agafa el dit de Frodo i el mossega. Quan comença a celebrar la recuperació de l'anell, Frodo aplega les seves forces (i els seus sentits) i carrega contra ell. Després d'una breu lluita, tots dos cauen a la vora de l'abisme. Gòl·lum cau a la colada volcànica amb l'Anell, mentre que Frodo queda penjant a la vora del penya-segat. Sam rescata Frodo mentre l'Anell finalment s'enfonsa a la lava i es destrueix. La Torre de Bàrad-dûr s'ensorra, l'essència de Sàuron s'esvaneix i explota, destruint-lo per sempre, i els orcs, nazgûl i les forces restants de Sàuron moren en el subsegüent xoc i terratrèmols. Frodo i Sam queden desmaiats al mig de les erupcions del Mont del Fat, fins que Gàndalf arriba amb les àguiles, i desperten a Minas Tirith, amb els seus amics.
Àragorn és coronat rei, anunciant la nova edat de pau, i s'uneix amb Arwen. La tornada dels hòbbits a la Comarca, on Sam es casa amb Rosa Cabanelles. Frodo, havent acabat d'escriure la història del Senyor dels Anells i encara esgotat de ser el portador d'Anell, decideix marxar de la Terra Mitjana amb Gàndalf, Bilbo, Élrond i Galàdriel per anar a les Rades Grises, deixant el seu Llibre Vermell de la Franja de Ponent de la història a Sam, que pacíficament continua la seva vida familiar.

## Repartiment

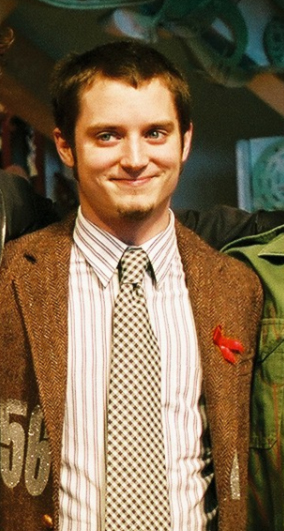
Elijah Wood, que fa el paper de Frodo

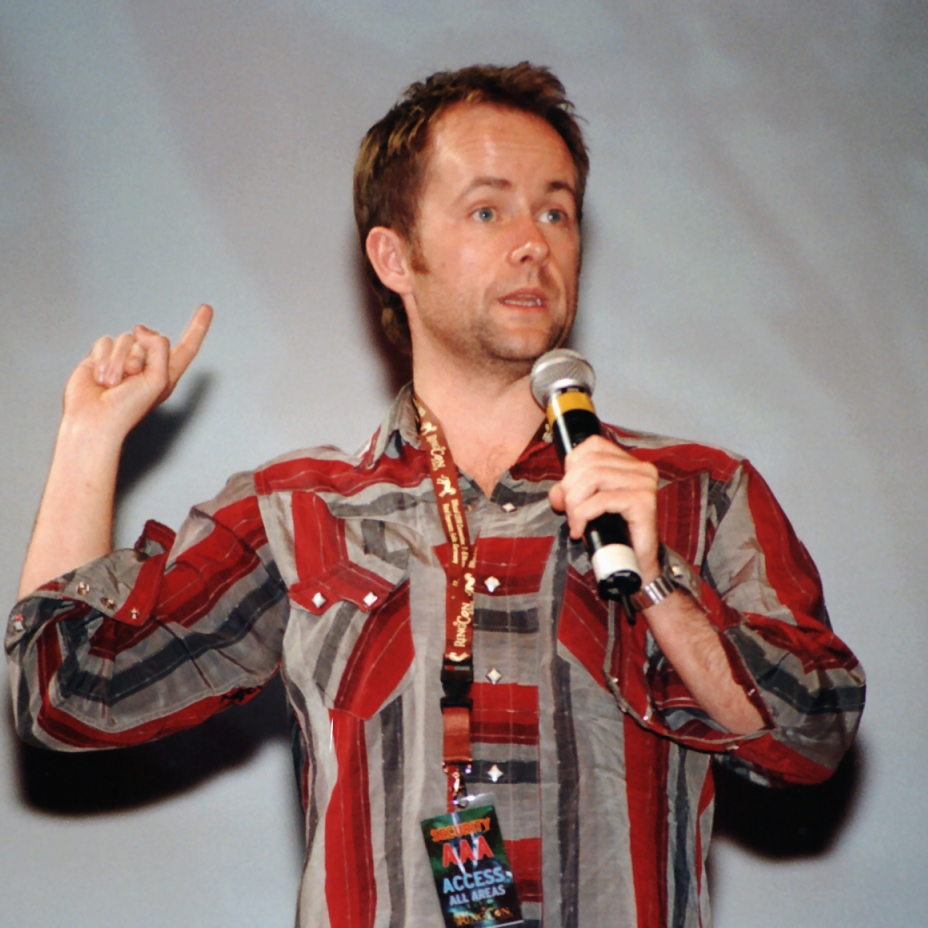
Billy Boyd, que interpreta Pippim

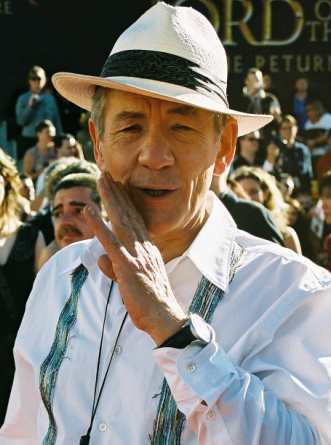
Ian McKellen, l'actor que interpreta a Gàndalf

Com a les anteriors pel·lícules de la trilogia, El Retorn del Rei  té el següent repartiment:
- Elijah Wood com Frodo Saquet (veu doblatge català: Oscar Muñoz): El hòbbit que continua el seu viatge per destruir l'Anell, que el continua torturant.
- Sean Astin com Samseny Gamgí (veu doblatge català: David Jenner): Més conegut com a Sam, és el company lleial de Frodo.
- Viggo Mortensen com Àragorn (veu doblatge català: Juan Antonio Bernal): S'ha d'encarar finalment amb el seu destí com a Rei de Góndor.
- Ian McKellen com Gàndalf el blanc (veu doblatge català: Pepe Mediavilla): El màgic que viatja per ajudar els homes de Góndor.
- Dominic Monaghan com Meriadoc Brandiboc (veu doblatge català: Aleix Estadella): Més conegut com a Merry, el hòbbit que esdevé un cavaller de Ròhan.
- Billy Boyd com Peregrín Tuc (veu doblatge català: Hernan Fernández): Més conegut com a Pippin, un hòbbit que mira el palantir i esdevé un cavaller de Góndor.
- Orlando Bloom com Légolas (veu doblatge català: Sergi Zamora): L'arquer elf i un dels millors amics d'Àragorn.
- John Rhys-Davies com Guimli (veu doblatge català: Josep Maria Ullod): El guerrer nan que continua la seva rivalitat amistosa sobre els morts orcs amb Légolas. Rhys-Davies també posa la veu a Barbarbrat, el cap dels ents.
- Andy Serkis veu i moviment per a Sméagol/Gòl·lum: La seva vida com Sméagol s'entreveu al començament de la pel·lícula, i com assassinava el seu cosí Déagol per l'Anell abans d'una eternitat de solitud. Serkis també interpreta Sméagol, i la veu del Rei bruixot d'Àngmar.
- Thomas Robins com Déagol (veu doblatge català: Eduard Farelo): El cosí de Sméagol.
- Bernard Hill com Théoden (veu doblatge català: Lluís Marco): Rei de Ròhan. Està preparant les seves tropes per a la batalla dels Camps de Pélennor.
- Miranda Otto com Éowyn (veu doblatge català: Isabel Valls): La neboda de Théoden, que desitja mostrar el seu valor en la batalla. També es comença a enamorar d'Àragorn que no li retorna el seu amor.
- Karl Urban com Éomer (veu doblatge català: José Posada): El germà d'Éowyn, i Mariscal dels Genets de Ròhan.
- Hugo Weaving com Elrond (veu doblatge català: Abel Folk): El senyor elf de Rivendell, que ha de convèncer Àragorn d'ocupar el tron.
- Liv Tyler com Arwen (veu doblatge català: Belen Roca): filla d'Elrond, que estima Àragorn. Cau malalta.
- David Wenham com Fàramir (veu doblatge català: Roger Pera): El cap dels muntaners gondorians que defensa Osguíliath.
- John Noble com Dénethor (veu doblatge català: Claùdia Garcia): Senescal de Góndor i pare de Fàramir. S'ha tornat boig en perdre tota esperança.
- Bruce Hopkins com Gàmling: Mà dreta de Théoden i un membre especial de la Guàrdia Reial de Ròhan.
- Paul Norell com el Rei dels Homes Morts de Puigdelara (veu doblatge català: Miquel Cors): a qui Àragorn ha de demanar ajuda.
- Lawrence Makoare interpreta el Rei bruixot d'Àngmar (veu doblatge català: Jaume Comas): el Senyor dels nazgûl, va al davant de l'atac de Mórdor a Minas Tirith. També interpreta Góthmog, un comandant orc a qui posa la veu Craig Parker.[4]
- Ian Holm com Bilbo Saquet (veu doblatge català: Joaquín Diaz): L'oncle ancià de Frodo.
- Cate Blanchett com Galàdriel (veu doblatge català: Núria Mediavilla): Dama elfa Lórien. És conscient el temps dels elfs s'acaba.
- Sarah McLeod com Rosa Cabanelles: La noia dels somnis de Sam.
- Sean Bean com Bóromir: El germà de Fàramir, en un flashback a la seva mort al final d'El Senyor dels Anells: La Germandat de l'Anell, i a la versió ampliada quan Dénethor té una al·lucinació.

Els següents només apareixen a l'Edició Estesa:
- Christopher Lee com Sàruman: L'anterior cap dels màgics atrapat per Barbarbrat.
- Brad Dourif com Gríma: psicofàntic de Sàruman, criat traïdor.
- Bruce Spence: com la Boca de Sàuron, l'emissari de Sàuron a la Porta Negra.

Hi ha també cameos de Peter Jackson, Richard Taylor, Gino Acevedo, Rick Porras i Andrew Lesnie al vaixell corsari, encara que tots ells excepte Jackson només apareixen a l'Edició Estesa. Jackson també té un altre cameo no oficial, com la mà de Sam que surt quan s'enfronta a l'Arranyera. La filla de Sean Astin va interpretar Elanor, la filla de Sam a l'última escena de la pel·lícula. Els fills de Jackson també van fer un cameo com a extres gondorians, mentre Christian Rivers interpretava un soldat gondorià que vigilava el far que Pippin havia encès i, més tard, és ferit. Royd Tolkien fa un cameo com a muntanera Osguíliath, mentre que a l'Edició Estesa Howard Shore apareix com a soldat victoriós a Édoras. Addicionalment, quatre dels dissenyadors del joc d'estratègia de la batalla del Senyor dels Anells actuen com ròhirrim a Pelènnor. Al final de la pel·lícula, Alan Lee fa un retrat a tots els membres del repartiment, una idea suggerida per Ian McKellen.

## Comparació amb el llibre
La pel·lícula conté escenes essencials que van passar en la part central de la novel·la  El Senyor dels Anells, però que no van ser incloses en la pel·lícula El Senyor dels Anells: Les dues torres, com l'Arranyera i el palantír, a causa del fet que Jackson va reajustar la línia temporal tal com es descriu als apèndixs del llibre, en lloc de com està en el text principal. L'assassinat de Sàruman per part de Grima Llenguacuadeserp (només en l'Edició Estesa) es va fer coincidir amb la visita d'Ísengard. A la pel·lícula, Sàruman cau del palantír mentre que al llibre Grima el llança a la Germandat, inconscient del seu valor.
Dénethor, el senescal de Góndor és un personatge més tràgic al llibre. La pel·lícula només se centra en el seu dolor aclaparador per la mort de Bóromir, així com ignora l'amenaça de Sàuron (al llibre ja encén els fars), i és conduït a la vora del pont per la ferida de Fàramir. La pel·lícula només insinua el seu ús del palantír que el torna boig, informació revelada en l'escena de la pira, que és més violenta que al llibre. Jackson també fa saltar Dénethor de la Ciutadella, a més de cremar-se a la pira, un dels primers canvis. La batalla dels Camps de Pelènnor es va canviar: Fàramir mai no se'n va en una missió suïcida, i és una simplificació del setge de Osguíliath. Generals com Fòrlong i Ímrahil tampoc no hi són, només marxa Gàndalf al capdavant. En el llibre, els orcs mai no entren a la ciutat. El Rei bruixot entra i queda enfront de Gàndalf abans de l'arribada dels ròhirrim, però a la pel·lícula els orcs envaeixen la ciutat després que l'ariet esbotzi la porta. La subtrama en què el ròhirrim són ajudats pels primitius Drúedain a entrar al Góndor assetjat també es va tallar. La Fletxa Vermella portada per un missatger des de Góndor per demanar ajut no surt al film. La presència d'Éowyn al camp de batalla és desconeguda fins que es treu el seu casc, però a la pel·lícula l'audiència n'és conscient, ja que hauria estat difícil tenir Miranda Otto interpretant un home. Quan l'esperança està gairebé perduda, Gàndalf també consola Pippin amb una descripció de les Terres Imperibles, que és un passatge descriptiu al final del capítol.
La pel·lícula descriu els homes morts de Puigdelara lluitant a la Batalla, mentre que al llibre s'alliberen abans, després d'ajudar Àragorn a derrotar els Corsaris d'Úmbar al port de la ciutat de Pelàrgir, a Lebennin; els reforços d'Àragorn són merament més gondorians. Una força incontenible i invulnerable, els Morts destrueixen les forces de Sàuron; un article de la CNN.com anomena el climax de la batalla com «excessivament simplificat» com a resultat de l'acció dels Morts.
Sam i les desavinences amb Frodo, a causa les maquinacions de Gòl·lum, mai no tenen lloc en el llibre, però els guionistes ho van afegir creient que donava més drama i més complexitat a Frodo. Frodo entra sol al cau de l'arranyera a la pel·lícula, mentre que al llibre entraven ell i Sam junts. Es va fer així per fer més horrorosa l'escena en què Frodo està sol, i més dramàtic el rescat de Sam a última hora. Tampoc, a la pel·lícula no sabem que Sam tingui l'anell fins que el torna a Frodo, mentre que al llibre el lector sap que Sam té l'anell. La caiguda de Gòl·lum a la lava del Mont del Fat també es va reescriure per a la pel·lícula, ja que els guionistes entenien que la idea original de Tolkien (Gòl·lum simplement rellisca i cau) no donava climax a l'escena. Originalment, es va planejar un canvi fins i tot més gran: Frodo empenyeria heroicament Gòl·lum sobre la vora per destruir-lo a ell i a l'Anell, però l'equip de producció finalment es va adonar que semblava més aviat que Frodo assassinava Gòl·lum. Com a resultat, feien lluitar Frodo i Gòl·lum per la possessió de l'Anell i tots dos rellisquen sobre la vora per accident.
Hi ha uns quants canvis a la Batalla de la Porta Negra: Merry és no present al llibre, Pippin no mata un troll, com fa a la novel·la, i Àragorn mata la Boca de Sàuron a l'edició estesa de la pel·lícula però no al llibre. Hi havia un canvi fins i tot més gran planejat: Sàuron mateix agafaria forma física per lluitar amb Àragorn, que només seria salvat per la destrucció de l'Anell. Jackson finalment es va adonar que ignorava el punt de la valentia veritable d'Àragorn mentre distreia l'exèrcit de Sàuron en contra de totes les probabilitats, i un ordinador va generar un Troll que es va col·locar sobre les seqüències de Sàuron amb la pel·lícula acabada. El final es modifica pel fet de no incloure l'Assot de La Comarca, que era vist pels guionistes com anti-clímax. És referenciat, tanmateix, en la visió de Frodo del futur en el mirall de Galàdriel a La germandat de l'Anell.

## Producció

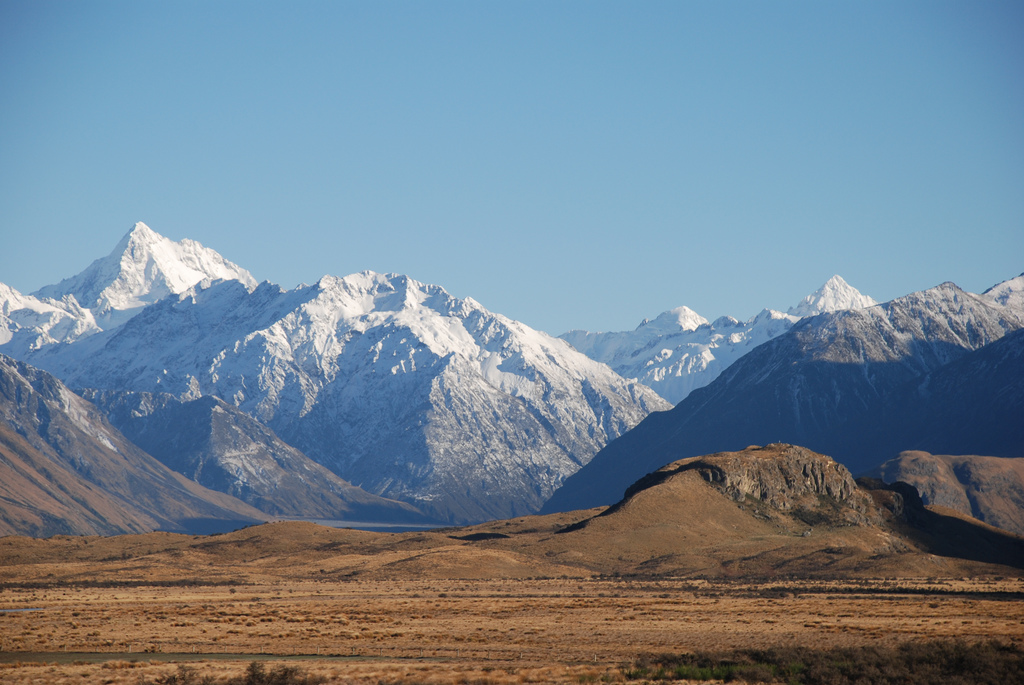
Paisatge de Nova Zelanda, Édoras a la pel·lícula

La producció de la trilogia d'El Senyor dels Anells és inusual, ja que simultaniejava els terminis dels guions i del rodatge (excepte els pick-ups). Jackson va dir que el Retorn del Rei va ser la més fàcil de fer de les tres pel·lícules, perquè conté el clímax de la història, a diferència dels altres dos films. El Retorn del Rei va ser originalment la segona de dues pel·lícules planejades per Miramax, des del gener de 1997 fins a l'agost de 1998, i més o menys en la seva estructura final, la primera pel·lícula havia d'acabar amb la batalla de la Gorja d'en Helm de les Dues Torres. El rodatge va tenir lloc en múltiples ubicacions a través de Nova Zelanda, entre l'11 d'octubre de 1999 i el 22 de desembre de 2000, amb pick-ups durant sis setmanes el 2003 abans de l'estrena de la pel·lícula.

### Disseny
La Terra Mitjana imaginada per Jackson va ser dissenyada principalment per Alan Lee i John Howe, il·lustradors de Tolkien, i creada per Weta Workshop, que es va fer càrrec de les armes, armadures, miniatures, pròtesis i criatures de tota la trilogia, així com pel Departament d'Art que va construir els platós. Richard Taylor va dirigir Weta, mentre Grant Major i Dan Hennah van organitzar la planificació i els edificis respectivament.
La ciutat de Minas Tirith, entrellucada breument a les pel·lícules prèvies, es veu completament en aquesta tercera, i amb això la civilització de Góndor. L'enorme escenari es va construir a Dry Creek Quarry, als afores de Wellington, en el plató de la Gorja d'en Helm. Aquest plató es va convertir en la segona porta de Mines Tirith, mentre l'exterior de la Gorja servia per a l'escena de l'edició Estesa on Gàndalf s'enfronta al rei Bruixot. Les noves estructures incloïen una Porta de 8 m, amb versions trencada i intacta, amb una obertura manual i mecanisme de tancament, amb els seus gravats inspirats en el Baptisme de Joan Baptista. Hi havia també quatre nivells de carrers amb motius heràldics a totes les cases, inspirats en Siena, i la Ciutadella, l'exterior de la qual era en el backlot dels Estudis de Stone Street, fent servir una perspectiva forçada. Conté el marcit Arbre Blanc, fet de poliestirè per Brian Massey i el Departament Verd amb branques reals, que recorda les velles i nuoses oliveres libaneses. L'interior era dins d'una vella fàbrica de tres nivells a Wellington, i el color és influït per la Capella Palatina d'Aquisgrà, amb un tron per a Dénethor cavat a la pedra i estàtues de poliestirè dels antics Reis de Góndor. 

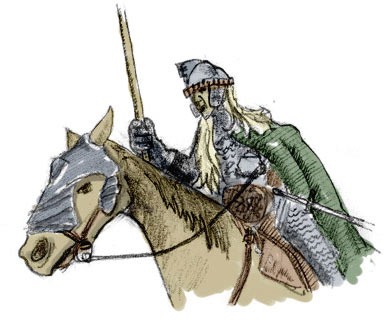
Cavaller de Ròhan

L'armadura góndoriana està dissenyada per representar una evolució dels númenonians des del pròleg de la primera pel·lícula, amb un simplificat motiu d'ocells marins. El segle xvi italià i alemany en van servir d'inspiració, mentre els civils vestien argent i negre, dissenyats per Ngila Dickson, continuant l'estil antic/medieval mediterrani. Minas Mórgul, l'escala i Torre de Círith Úngol, així com el cau de l'Arranyera van ser dissenyats per Howe, fent servir una perspectiva forçada amb la ruta a Mórgul en una pantalla en miniatura. Arran del que va passar amb un queixal del seny, Howe va dissenyar Minas Mórgul: «de la mateixa manera, els orcs van posar els seus dissenys torts a una antiga ciutat de Góndor». Cirith Úngol es va basar en el disseny de Tolkien, però quan Richard Taylor s'«avorria», el redissenyava amb més angles.
La tercera pel·lícula introdueix l'aranya enorme Arranyera. Arranyera es va dissenyar el 1999, amb el cos basat en una Porrhothele antipodiana i el cap amb nombrosos bonys seleccionats pels fills de Peter Jackson d'una de moltes opcions. El mateix Jackson es va divertir prou planejant la seqüència, tot i ser un aracnofòbic. El cau de l'aranya simulava gres i estava esculpit a les cavernes existents d'Ísengard. El retorn del rei també porta a la pantalla els Homes Morts de Puigdelara i els perversos haradrim des del sud de la Terra Mitjana, homes que porten el mûmakil. Els Homes Morts tenen una influència celta, amb acabats rectilinis i simètrics per reflectir el seu estat mòrbid, mentre la seva ciutat subterrània té l'aire de Petra. Els hàradrim inicialment estaven influïts per la cultura africana, però a Philippa Boyens la preocupava que fos ofensiva, i així els personatges acabats acaben semblant de Kiribati, en l'armadura trenada de bambú, amb uns afegits asteques, per l'ús de joies.

### El rodatge

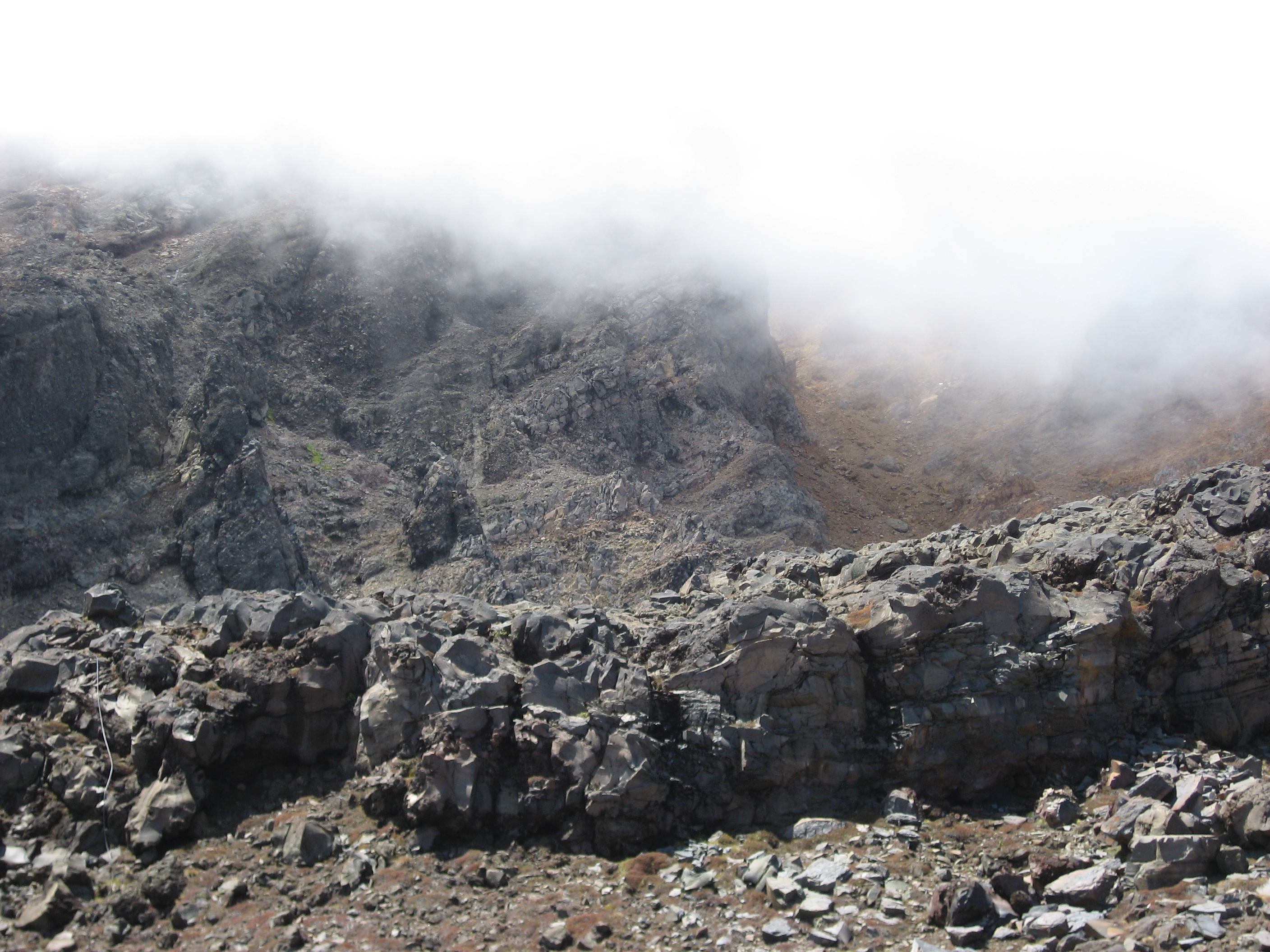
Mordor

El Retorn del Rei es va rodar durant l'any 2000, tot i que l'escena on Gòl·lum intenta separar Frodo i Sam es va filmar el 24 de novembre de 1999. Les inundacions a Queenstown, Nova Zelanda, van fer interrompre La Germandat de l'Anell  i, així, algunes de les primeres escenes rodades al principi van anar, de fet, al final. El gener de 2000 es va rodar a Hobbiters, la casa dels hòbbits, amb les primeres escenes de La Germandat de l'Anell: els exteriors a la granja Matamata, mentre les escenes d'interior es rodaven als estudis de l'Stone Street a Wellington, alhora que la seqüència de les Rades Grises. També el rodatge de l'interior de Rivendell el mes de maig es va fer al mateix temps que les altres pel·lícules.
La Batalla de la Porta Negra es va rodar a l'abril al desert de Rangipo, en unes mines abandonades. Soldats de Nova Zelanda van ser contractats com a extres. Una altra preocupació eren els dobles de Monaghan i Boyd durant la seqüència de càrrega. Mentrestant, Wood, Astin i Serkis filmaven a Mont Ruapehu pels exteriors del Mont del Fat. En particular, van estar dues hores rodant a Sam aixecant Frodo a la seva esquena, amb l'encreuament de diferents càmeres.
Les escenes rodades el juny van ser les dels Camins dels Morts a través de diverses localitzacions, incloent-hi Putangirua Pinnacles. El juliol l'equip filmava algunes escenes de l'Arranyera, i l'agost i setembre es dedicaven a les escenes a Ísengard. Monaghan i Boyd feien nombroses proves de la seva entrada, accentuant la paraula «mala herba» mentre fumaven tabac. Christopher Lee va rodar la seva part gairebé sol, tot i que McKellen i Hill van arribar el primer dia per donar un cop de mà en el text.
Els exteriors d'Édoras es van rodar l'octubre. La cavalcada dels ròhirrim, on Théoden encapçalava la càrrega contra l'exèrcit orc, va ser filmada a Twizel amb 150 extres a cavall. La batalla dels Camps de Pelènnor té un ús més intensiu d'imatges generades per ordinador, en contrast amb l'acció en viu a la Batalla de la Gorja d'en Helm, a la segona pel·lícula. També es van rodar els intents de Fàramir per recobrar Osguíliath, així com les escenes a la mateixa ciutat. En aquest punt, la producció estava molt trasbalsada, amb Jackson movent-se al voltant de deu gravacions per dia, i la producció finalment embolicada en els platós de Minas Tirith, així com a la segona part del rodatge del setge. De la mateixa manera que a la primera escena, els actors hòbbits s'amagaven sota un anell fantasma, la seva última escena era el rodatge de la reacció cromada dels habitants de Minas Tirith anant cap a ells.

### Pick-ups
Els pick-ups de 2003 van ser rodats a l'aparcament de l'estudi a Wellington, amb parts de platós i cromats utilitzats per acabar escenes, i l'equip de disseny havia de treballar 24 hores al dia durant 7 dies a la setmana per tenir els platós exactes només per a un dia. El rodatge va continuar durant dos mesos, i es va convertir en un emocionat temps d'adeus pel repartiment i l'equip. La pel·lícula té la llista més extensa de regravacions de la trilogia. Jackson va prendre el seu temps per regravar la coronació d'Àragorn, feta de pressa en un únic dia pel segon director Geoff Murphy el 21 de desembre de 2000. Jackson també va tornar a filmar escenes a dins i al voltant del Mont del Fat, i la mort de Théoden.
Hi havia també el nou personatge de Gothmog. Era un afegit especial del disseny per a la pel·lícula, ja que Jackson veia que els orcs de Mórdor eren patètics comparats amb els uruk-hai del segon film, i així Weta va crear uns nous orcs grotescs, com antagonistes perquè l'audiència s'hi fixés. Christian Rivers també va redissenyar el rei Bruixot i totes les seves escenes es van tornar a gravar, a causa de la confusió dels no-lectors sobre si Sàuron era o no al camp de batalla.
Finalment, Légolas va tenir la seva baralla amb un mûmak, com a resposta (positiva) a la petició que havia fet l'actor que l'encarna, Orlando Bloom, i Howard Shore també va fer un cameo durant el joc de Légolas i Guimli a Édoras. Les últimes escenes rodades van ser les d'Àragorn escapant-se de l'allau de Skull, i Frodo acabant el seu llibre. El repartiment també va comptar amb elements mòbils associats amb els seus personatges; en el cas de John Rhys-Davies, va cremar al final la pròtesi del seu personatge, Guimli. Els pick-ups van acabar el 27 de juny de 2003.

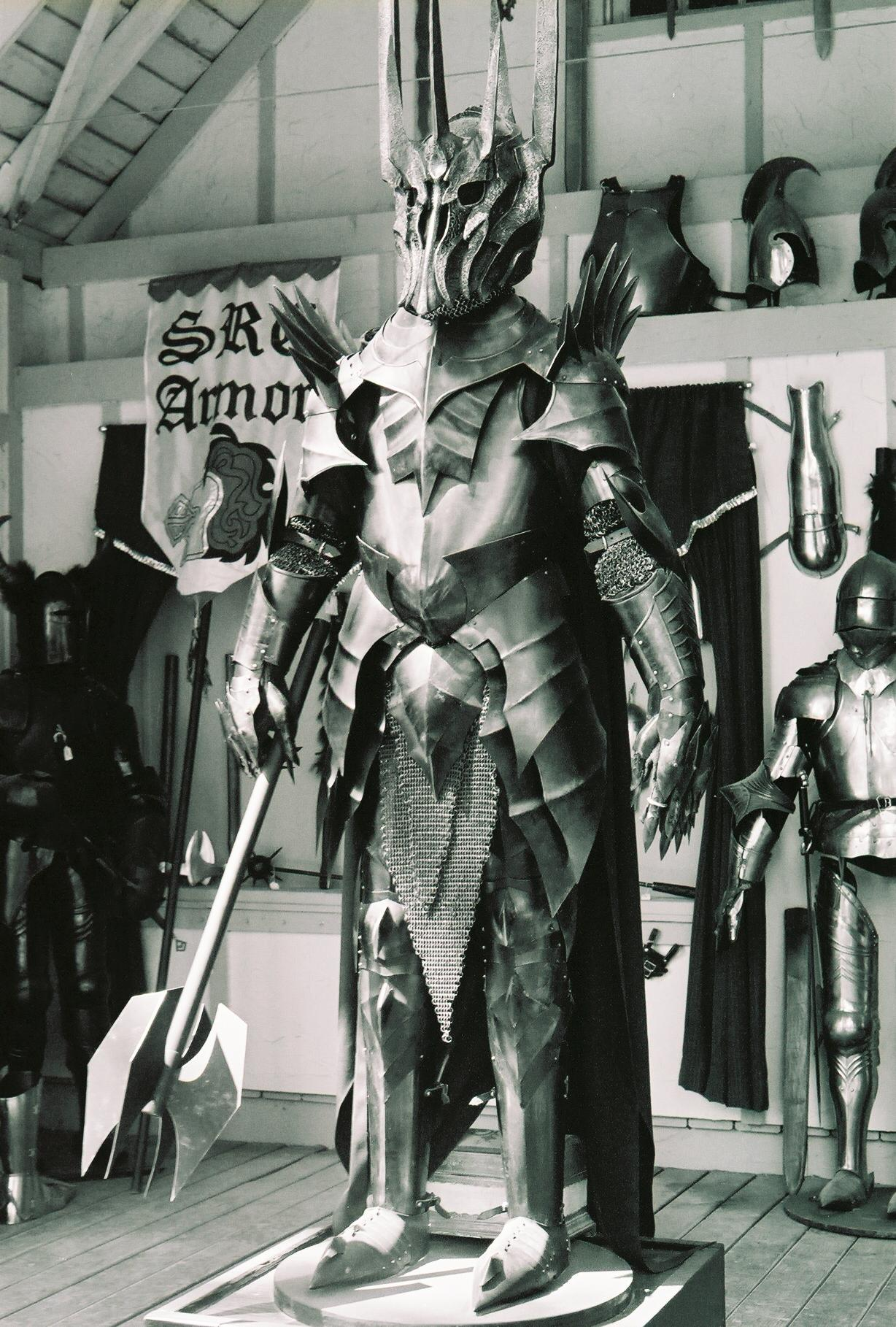
imatge de Sàuron

Després es van incloure diversos rodatges de genets per a la batalla dels Camps de Pélennor, així com la reacció d'Andy Serkis (Gòl·lum) quan finalment s'adona que Frodo pretén destruir l'Anell, que es va rodar a casa de Jackson. Per l'edició estesa del DVD, Jackson va rodar el març de 2004 unes quantes preses de cranis rodant per l'escena de l'allau; aquesta va ser la darrera filmació de la trilogia, i Jackson va adonar-se que va ser la primera vegada que un director havia rodat escenes per a una pel·lícula després d'haver guanyar un Oscar.

### Muntatge
La postproducció en El Retorn del Rei va començar el novembre de 2002, amb el final del muntatge de 4 hores i mitja de pel·lícula que Annie Collins havia estat completant entre 2001 i 2002, quatre hores diàries de feina. Per exemple, Théoden va encapçalar els talls, de 150 minuts de preses a 90 segons un cop acabat el muntatge. Jackson es va reunir amb el seu estret col·laborador Jamie Selkirk per muntar la pel·lícula final. De la mateixa manera que a Les Dues Torres, haurien de tractar amb línies argumentals múltiples, i Jackson parava atenció a cada línia abans de decidir on tallar. Més importants van ser les tres setmanes que van dedicar als 45 darrers minuts del film, per tallar i intercalar adequadament escenes com la de la Boca de Sàuron, i els destins de personatges com Légolas, Guimli, Éowyn i Fàramir.
La pel·lícula heretava escenes originalment planejades per anar a la segona pel·lícula, incloent-hi la reforja de Nàrsil, els antecedents de Gòl·lum i el final de Sàruman. Però l'escena de Sàruman suposava un problema estructural: liquidar el canalla de la segona pel·lícula quan la trama té Sàuron com el principal dolent. Malgrat els pick-ups i doblatges, l'escena es va tallar, provocant la controvèrsia amb admiradors de l'actor Christopher Lee (Sàruman), i peticions per restaurar l'escena. Lee, no obstant això, va col·laborar en els DVD i va ser a l'estrena de Copenhaguen, tot i que, d'altra banda, ell va dir que mai no entendrà la raó del tall.
Finalment, Jackson només s'havia de moure en tres rodets durant tres setmanes per intentar acabar la pel·lícula, que va ser el 12 de novembre. Jackson mai no va tenir la possibilitat de veure la pel·lícula sencera a causa de l'agitat horari que duia, i només va veure la pel·lícula de principi a final l'1 de desembre a l'estrena a Wellington; segons Elijah Wood, la seva resposta era «yup, it's good, pretty good» («Sí, està bé, força bé»).

### Efectes especials
El Retorn del Rei  conté 1.488 efectes especials, gairebé tres vegades més dels que hi havia a la primera pel·lícula, i gairebé el doble que a la segona. El treball d'efectes especials va començar amb Alan Lee i Mark Lewis component fotografies diverses de Nova Zelanda per crear l'arena digital dels camps de Pelènnor el novembre de 2002. Durant la pausa de Nadal a casa, Gary Horsfield també va crear una versió digital del Bàrad-dûr per millorar el clímax de la pel·lícula. Mentrestant, Jackson i Christian Rivers van fer servir ordinadors per planificar la gran batalla, i el febrer de 2003, van ensenyar les filmacions a Weta Digital. Sorprenentment, de 60 filmacions planejades s'havia pujat a 250, i de 50.000 personatges s'havia passat a 200.000. No obstant això, continuaven i aviat lliurarien 100 filmacions a la setmana, 20 al dia, mentre s'acabaven els dos mesos de termini, sovint treballant fins a les dues de la matinada.
Per a la batalla, es van enregistrar 450 moviments pel programari MASSIVE i també van haver de tractar els últims afegits de la pel·lícula, com els trolls que esclaten a través de les portes de Minas Tirith, així com les criatures que estiren Grond a la porta, i refer una filmació de dos mûmakil. Pel que fa a les criatures digitals, l'escultura del cap de l'Aranyerra va ser escanejada amb una precisió deu vegades superior que Weta, per una companyia canadenca.
Com a les pel·lícules prèvies, hi ha també importants modificacions en els dobles digitals dels actors. Per exemple, Sam caient de l'arranyera, el canvi té lloc mentre Astin colpeja a terra. L'atac de Légolas a un  mûmak  va requerir nombroses transicions d'un costat a l'altre, i la filmació de Gòl·lum quan recupera l'Anell Únic i cau a l'Escletxa del Fat va ser totalment digitalitzada. El Rei dels Morts és interpretat per un actor amb pròtesis, i el seu cap modificat digitalment com si fos un crani. La Boca de Sàuron també tenia la seva boca ampliada un 200% per aconseguir un efecte més pertorbador.
El Retorn del Rei també té altres efectes. A la pira de la seqüència de Dénethor, mentre el Senyor de Góndor envia Pippin contra la Tomba, John Noble llançava un nan nomenat Fon contra Billy Boyd, que immediatament empenyia la càmera amb el seu cap per completar la il·lusió. Unes quantes torxes que cremaven també es reflectien des d'una plata de vidre i a la càmera quan el cavall de Gàndalf clava una puntada de peu a Dénethor a la pira. Jackson exigia realisme complet amb el seu món de fantasia, i com a conseqüència es van construir nombroses miniatures, com la de Minas Tirith a una escala 1:72, que arribava a 7 m d'alçada i 6,5 m de diàmetre. Va demanar també seccions de la ciutat a escala 1:14, i a l'Edició Estesa l'escena de la Ciutat dels Morts té 80.000 cranis petits, equivalent en total a un metre cúbic. L'equip de miniatures va acabar el novembre amb la Porta Negra, després de 1.000 dies de filmació, i el darrer rodatge dels efectes digitals va ser el de la destrucció de l'Anell, el 25 de novembre.

### Banda sonora
La música va ser composta per Howard Shore, que prèviament havia escrit les primeres dues parts de la trilogia. Amb el muntatge del film, la banda sonora va quedar reforçada, però l'autor va haver d'escriure set minuts de música diaris per aconseguir l'objectiu. La partitura inclou la introducció completa del tema Góndor, que ja l'havíem sentit en el discurs de Bóromir al Consell d'Elrond a La Germandat de l'Anell  i a Osgiliath a l'edició estesa de Les dues Torres. Els actors Billy Boyd, Viggo Mortensen i Liv Tyler també van contribuir a la música de la pel·lícula. Boyd canta mentre Fàramir carrega cap a Osgiliath, Mortensen canta quan és coronat rei, i a l'edició estesa Tyler canta quan Àragorn cura Éowyn.
Renée Fleming, Ben Del Maestro i James Galway també van contribuir a la banda sonora. Fleming canta quan Arwen té una visió del seu fill i quan Gòl·lum recobra l'Anell Únic. Del Maestro canta quan Gàndalf il·lumina el seu bastó per salvar soldats gondorians que fugen d'Osgiliath de l'atac Nazgûl. Galway toca la flauta mentre Frodo i Sam pugen al Mont del Fat. La cançó final, «Into the West», va ser composta per Costa amb lletres de Fran Walsh. La cançó estava inspirada parcialment en la mort prematura (de càncer) d'un jove cineasta de Nova Zelanda anomenat Cameron Duncan que s'havia fet amic de Peter Jackson.
El departament de So va passar la primera part de l'any buscant els sons correctes. El xiscle d'Arranyera era d'un diable de Tasmània, que va inspirar els animadors de Weta, mentre el  mûmakil  és el començament i el final del rugit d'un lleó. Xiscles humans i d'un ase es barrejaven en la caiguda de Sàuron, i per evitar comparacions amb 9/11, el vidre trencat s'utilitzava per col·lapsar els sons. Pel llançament de projectils durant el setge de Minas Tirith, alguns treballadors de la construcció deixaven caure blocs de pedra reals de dues tones prèviament alçats per una grua. La mescla es va començar en un estudi nou el 15 d'agost, encara que el treball inacabat va suposar algunes frustracions. Les mescles van acabar el 15 de novembre, després que tres mesos de no parar.

## Rebuda
Després de dos anys d'espera des de l'estrena d'El Senyor dels Anells: La Germandat de l'Anell, l'expectació de l'audiència pel final de la trilogia havia arribat a ser febril quan la pel·lícula es va acabar. L'estrena mundial va tenir lloc a Wellington a l'Embassy Theatre, l'1 de desembre de 2003, i va ser present el director i moltes de les estrelles. Es va calcular que més de 100.000 persones van omplir els carrers, més de la quarta part de la població de la ciutat.

### Crítica
La pel·lícula va aconseguir un 94% de crítiques positives a Rotten Tomatoes. Richard Corliss del Time la va definir com la millor pel·lícula d'autor de l'any. La principal crítica a El Senyor dels Anells: El retorn del rei, va ser el seu temps d'execució, especialment l'epíleg. Fins i tot crítiques entusiastes de la pel·lícula van esmentar la seva llargada. Joel Siegel, de Good Morning, America deixava anar: «Si no considero els darrers quaranta-cinc minuts, seria la meva millor pel·lícula de l'any. I com ha quedat, és una més de les grans realitzacions de la història del cinema.» També van arribar crítiques per l'aspecte de l'Exèrcit dels Morts, que fa acabar ràpidament la batalla dels Camps de Pélennor.
El febrer de 2004, uns quants mesos després de l'estrena, la pel·lícula va quedar vuitena en la llista de les 100 Millors pel·lícules de tots els temps  a la revista Empire. Això va forçar la revista a abandonar la seva política: fins aleshores només podien ser votades les pel·lícules de més que tenien més d'un any des de l'estrena. El 2007, Total Film va proclamar El Retorn del Rei  com la tercera millor pel·lícula de la dècada (darrere de Matrix i Fight Club).

### Recaptació
El primer dia, la pel·lícula feia als EUA un calaix de 34,5 milions de dòlars - un rècord per una pel·lícula estrenada un dimecres, fins a Spider-Man 2, que en va recaptar 40,4. Mentre que El Retorn del Rei  es va estrenar per Nadal, Spider-Man 2  s'estrenava al bell mig de l'estiu. Els ingressos van doblar els del primer dia d'El Senyor dels Anells: La Germandat de l'Anell (que va aconseguir 18, 2 milions el dia de l'estrena el 2001), i un augment significatiu sobre El Senyor dels Anells: Les dues torres (26.1 milions al seu debut el 2002).
La recaptació final als Estats Units va arribar als 377 milions de dòlars, i a tot el món a més dels mil milions. Va ser la segona pel·lícula a la història en superar els mil milions en recaptació (la primera va ser Titanic  el 1997 i després d'El retorn del rei , trobem Pirates of the Caribbean: Dead Man's Chest i The Dark Knight que també van aconseguir aquesta proesa). Això és comparable a les primeres dues pel·lícules de la trilogia: durant les seves primeres 35 setmanes d'emissió a Nord Amèrica, els ingressos de les dues primeres pel·lícules van ser de 313 milions i 339 milions, respectivament. El Senyor dels Anells: El retorn del rei va fer que les tres pel·lícules es convertissin en la trilogia que més guanys ha obtingut a escala mundial de tots els temps, batent altres notables trilogies com la de la Guerra de les Galàxies.
Aquestes xifres no inclouen els ingressos per vendes de DVD, drets de TV, etc. S'ha estimat que els ingressos bruts fora de les sales de cinema han estat com a mínim iguals als aconseguits a taquilla, per a les tres pel·lícules. Així, els ingressos totals bruts per a la trilogia estarien al voltant dels 6 mil milions, un retorn molt respectable per a uns 300 milions d'inversió (426, si tenim en compte les despeses de màrqueting).
Comparat amb els beneficis d'altres pel·lícules, El retorn del rei és probablement una de les inversions de cinema més lucratives de tots els temps. Incloent-hi despeses de màrqueting, va aconseguir un benefici del 1.408% sobre el desemborsament original de New Line Studios. Comparativament, Halloween de John Carpenter va aconseguir 55 milions a escala mundial, a partir d'un pressupost de 325.000, aconseguint un 16.000% de benefici. El projecte de la bruixa de Blair (incloent-hi les despeses de màrqueting: 25 milions) va aconseguir un benefici del 992% i Titanic la pel·lícula que més va guanyar de tota la història, aconseguia un benefici del 768% sobre la producció i màrqueting.

### Premis
El 27 de gener de 2004, la pel·lícula va ser nominada per a onze Premis de l'Acadèmia, incloent-hi el de la Millor Pel·lícula, direcció, guió Cinematogràfic Adaptat, Banda sonora, Cançó, efectes Visuals, direcció artística, vestuari, Maquillatge, Edició de So i muntatge. El 29 de febrer, la pel·lícula va guanyar a totes les categories, empatant amb Ben Hur (1959) i Titanic.
Tanmateix, no va ser nominat ningú del repartiment, sent la primera pel·lícula guanyadora d'un Oscar a la Millor pel·lícula que no en rebia cap des del 1995 (Braveheart). El 2008 tornaria a passar amb Slumdog Millionaire. Va ser la primera pel·lícula del gènere de fantasia que va guanyar l'Oscar a la millor pel·lícula. Era també la segona vegada que una seqüela havia guanyat aquest Oscar; la primera va ser El Padrí II.
La pel·lícula també va guanyar quatre Globus d'Or (incloent-hi la millor pel·lícula dramàtica, i Millor Director), cinc BAFTA, dos premis MTV, dos Grammy, nou Premis Saturn, el del Cercle de la Crítica Cinematogràfica de Nova York per a la Millor Pel·lícula i el premi Hugo. És la pel·lícula de fantasia més premiada.

## Edicions en DVD
L'edició de la pel·lícula en DVD va sortir el 25 de maig de 2004. Era una capsa amb dos discs amb extres al segon disc. El DVD de les dues pel·lícules prèvies va sortir vuit mesos després d'estrenar-se les pel·lícules, però El retorn del rei va sortir en cinc mesos perquè no es va haver de comercialitzar una seqüela (les pel·lícules prèvies van haver d'esperar el rodatge de les seves seqüeles i treure un tràiler de deu minuts).
El retorn del rei va seguir les pel·lícules predecessores llançant una Edició Estesa (252 minuts) amb efectes especials afegits i música, juntament amb quatre entrevistes i sis hores de material suplementari. Tanmateix, aquest conjunt va trigar més temps de producció perquè el repartiment i l'equip ja estaven treballant per tot món en altres projectes. El conjunt va sortir finalment el 10 de desembre de 2004 al Regne Unit i el 14 de desembre als Estats Units. Els deu minuts finals inclouen una llista dels membres del club de fans oficial que havien pagat el carnet tres anys. També va sortir una capsa per col·leccionistes, incloent-hi l'edició estesa i una escultura de Minas Tirith i un afegit musical de 50 minuts, El DVD també inclou dos continguts amagats humorístics: un on Dominic Monaghan interpreta un entrevistador alemany amb Elijah Wood sobre un telèfon, i un altre on Vince Vaughn i Ben Stiller intenten convèncer Jackson per fer una seqüela, originalment presentat als premis MTV de 2004. Es pot accedir als dos via una icona de l'Anell, tant al Disc 1 com al 2.
El 9 d'agost de 2006, va sortir una edició limitada d'El retorn del rei. Aquesta Edició Limitada conté dos discs. El primer és un DVD de dues cares (també conegut com a DVD-18) que conté totes les edicions de la pel·lícula. Al començament de cada costat del disc, l'espectador pot decidir quina versió vol veure. El segon disc és un disc extra que conté un documental sobre el que hi ha darrere les escenes.
Cal dir que la primera part es va editar en català només en VHS, la segona sí que es va editar en català en el format DVD, i la tercera part no es va editar en cap format, tot i que les tres parts es van doblar al català i exhibir en alguns cinemes catalans.